# Bogdan Musiol
Bogdan Musiol (Świętochłowice, Polonia, 25 de julio de 1957) es un deportista alemán que compitió para la RDA en bobsleigh en las modalidades doble y cuádruple.
Participó en cinco Juegos Olímpicos de Invierno, entre los años 1980 y 1994, obteniendo en total siete medallas: oro y bronce en Lake Placid 1980, en las pruebas cuádruple (junto con Meinhard Nehmer, Bernhard Germeshausen y Hans-Jürgen Gerhardt) y doble (con Meinhard Nehmer); dos platas en Sarajevo 1984, en doble (con Bernhard Lehmann) y cuádruple (con Bernhard Lehmann, Ingo Voge y Eberhard Weise); dos platas en Calgary 1988, en doble (con Wolfgang Hoppe) y cuádruple (con Wolfgang Hoppe, Dietmar Schauerhammer e Ingo Voge), y una plata en Albertville 1992, en cuádruple (junto con Wolfgang Hoppe, Axel Kühn y René Hannemann).
Ganó siete medallas en el Campeonato Mundial de Bobsleigh entre los años 1978 y 1991, y diez medallas en el Campeonato Europeo de Bobsleigh entre los años 1978 y 1989.

## Palmarés internacional
| Representando a la RDA   |                              |                   |           |
| Juegos Olímpicos         |                              |                   |           |
| Año                      | Lugar                        | Medalla           | Prueba    |
| 1980                     | Lake Placid (Estados Unidos) | Medalla de oro    | Cuádruple |
| 1980                     | Lake Placid (Estados Unidos) | Medalla de bronce | Doble     |
| 1984                     | Sarajevo (Yugoslavia)        | Medalla de plata  | Doble     |
| 1984                     | Sarajevo (Yugoslavia)        | Medalla de plata  | Cuádruple |
| 1988                     | Calgary (Canadá)             | Medalla de plata  | Doble     |
| 1988                     | Calgary (Canadá)             | Medalla de plata  | Cuádruple |
| Campeonato Mundial       |                              |                   |           |
| Año                      | Lugar                        | Medalla           | Prueba    |
| 1978                     | Lake Placid (Estados Unidos) | Medalla de oro    | Cuádruple |
| 1982                     | Sankt Moritz (Suiza)         | Medalla de plata  | Cuádruple |
| 1987                     | Sankt Moritz (Suiza)         | Medalla de plata  | Cuádruple |
| 1989                     | Cortina d'Ampezzo (Italia)   | Medalla de oro    | Doble     |
| 1989                     | Cortina d'Ampezzo (Italia)   | Medalla de bronce | Cuádruple |
| 1990                     | Sankt Moritz (Suiza)         | Medalla de bronce | Doble     |
| Campeonato Europeo       |                              |                   |           |
| Año                      | Lugar                        | Medalla           | Prueba    |
| 1978                     | Igls (Austria)               | Medalla de bronce | Cuádruple |
| 1979                     | Winterberg (RFA)             | Medalla de bronce | Doble     |
| 1979                     | Winterberg (RFA)             | Medalla de bronce | Cuádruple |
| 1981                     | Igls (Austria)               | Medalla de bronce | Cuádruple |
| 1983                     | Sarajevo (Yugoslavia)        | Medalla de oro    | Doble     |
| 1983                     | Sarajevo (Yugoslavia)        | Medalla de plata  | Cuádruple |
| 1986                     | Igls (Austria)               | Medalla de plata  | Doble     |
| 1986                     | Igls (Austria)               | Medalla de plata  | Cuádruple |
| 1987                     | Cervinia (Italia)            | Medalla de oro    | Cuádruple |
| 1989                     | Winterberg (RFA)             | Medalla de plata  | Doble     |
| Representando a Alemania |                              |                   |           |
| Juegos Olímpicos         |                              |                   |           |
| Año                      | Lugar                        | Medalla           | Prueba    |
| 1992                     | Albertville (Francia)        | Medalla de plata  | Cuádruple |
| Campeonato Mundial       |                              |                   |           |
| Año                      | Lugar                        | Medalla           | Prueba    |
| 1991                     | Altenberg (Alemania)         | Medalla de oro    | Cuádruple |